# Defter

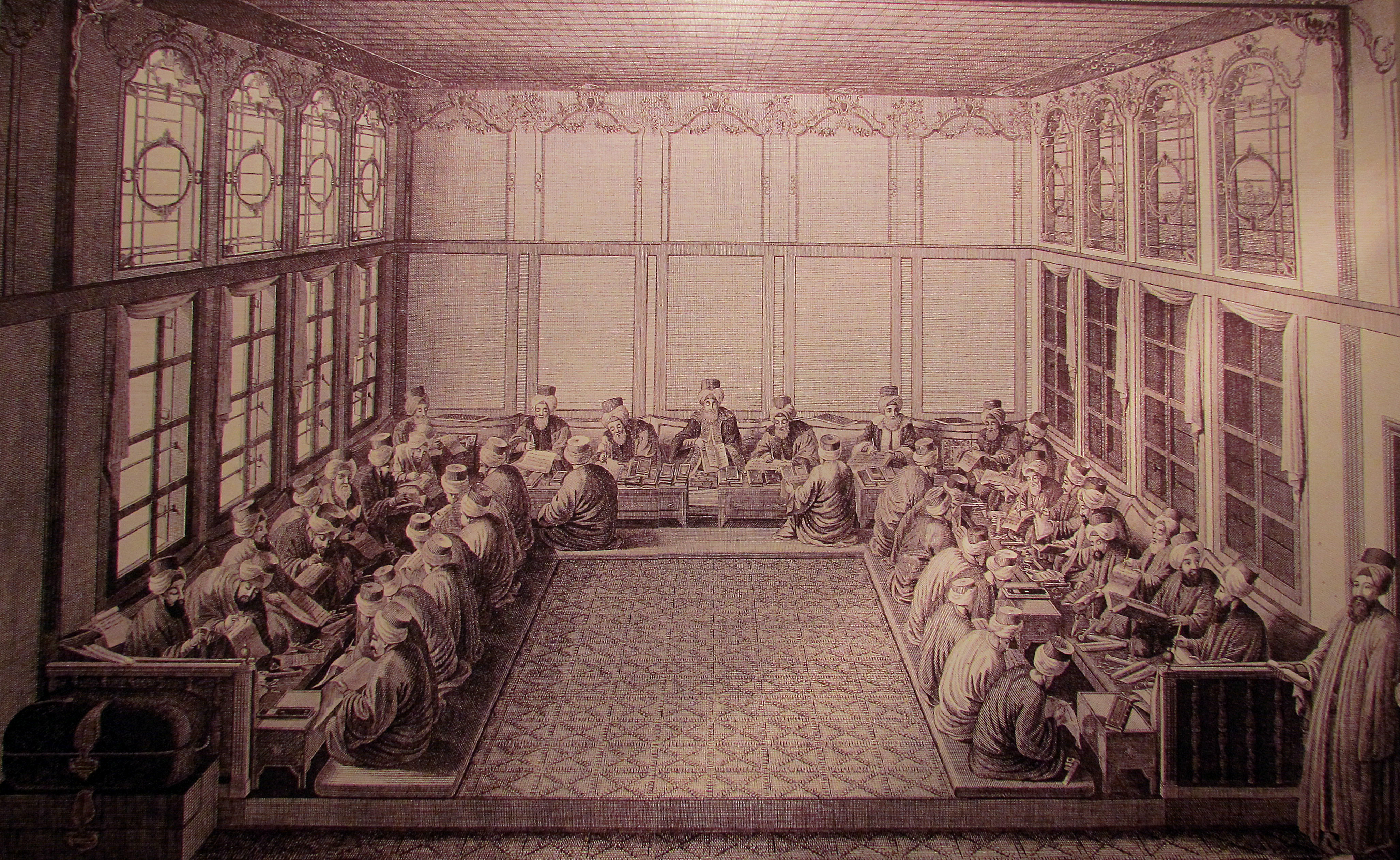
Louis-Nicolas de Lespinasse, cabinet Defter.

Un defter (en turc ottoman : دفتر) était un registre de recensement cadastral de l'Empire ottoman ; présenté sous forme de liste, il constituait la base de l'imposition fiscale dans l'empire. Il réunissait ainsi des informations sur les personnes (nombre de foyers, origine ethnique) et les biens, informations collectées par un agent appelé defterdar. Le defter impérial, encore appelé defterhane, rassemblait toutes les données locales et donnaient des informations démographiques et fiscales pour l'ensemble de l'empire. Le defterdar impérial occupait ainsi une des positions les plus éminentes de l'ancienne Turquie, dans la mesure où il s'occupait de la trésorerie de l'État ; à partir du XIXe siècle, il fut désigné sous le titre de ministre des Finances. Les différents defters constituent aujourd'hui une source historiographique de première importance pour la connaissance de l'Empire ottoman et des régions qu'il contrôlait[réf. nécessaire]. 

## Éditions
- Halil İnalcik: Hicrî 835 tarihli Sûret-i defter-i sancak-i Arvanid. (= Türk Tarih Kurumu yayınlarından. 14,1a). Ankara 1987 (Albanie, Sandschak Vlora)
- Selami Pulaha (Hrsg.): Defteri i regjistrimit te sanxhakut te Shkodres i vitit 1485. Tirana 1974 (Albanie, Sandschak Shkodra)
- Aleksandar Stojanovski (Hrsg.): Opširen popisen defter za paša Sancakot (Kazite Demir Chisar, Jenice Karasu, Gumulcina i Zichna) od 1569/70 godina. (= Turski dokumenti za istorijata na makedonskiot narod. 10,1). Skopje 2004  (ISBN 9989-622-51-5) (Macédoine, Sandschak Thessaloniki)
- Dariusz Kolodziejczyk (Hrsg.): The Ottoman survey register of Podolia (ca. 1681). (= Studies in Ottoman documents pertaining to Ukraine and the Black Sea countries. 3). Cambridge MA 2004.  (ISBN 0-916458-78-4) (Ukraine, Podolien)
- Fehim Nametak (Hrsg.): Opširni popis Bosanskog sandžaka iz 1604. godine. (= Monumenta turcica historiam slavorum meridionalium illustrantia. Serija 2, Defteri 4). Sarajevo 2000.  (ISBN 9958-743-01-9) (Bosnie)
- M. Mehdi İlhan (Hrsg.): Amid (Diyarbakır). 1518 detailed register. (= Publications of Turkish Historical Society. Serial 14, Bd. 10). Ankara 2000.  (ISBN 975-16-0889-9) (Anatolie, Sandschak Diyarbakır)
- Anton Velics de Laszlofalva (Hrsg.): Magyarorszagi török kincstari defterek. Budapest 1886 ff. (Hongrie)

## Études
- Heath Lowry, Studies in Defterology. Ottoman Society in the Fifteenth and Sixteenth Centuries, Piscataway (New Jersey)-Istanbul, Grogias Press/The Isis Press, 1992.
- Heath Lowry, Defterology Revisited. Studies on 15th & 16th Century Ottoman Society, Istanbul, The Isis Press, 2008.